# Chikuhoku
Chikuhoku (筑北村, Chikuhoku-mura) est un village du district de Higashichikuma, dans la préfecture de Nagano au Japon.

## Géographie

### Démographie
Au 1er juin 2016, la population s'élevait à 4 519 habitants répartis sur une superficie de 99,47 km2.

## Transport
Chikuhoku est desservi par la ligne Shinonoi de la JR East.